# کینگدام
کینگدام (به انگلیسی: Kingdom) ⁪ (ژاپنی: キングダム هپبورن: Kingudamu) مجموعه مانگا ژاپنی نوشته و تصویرگری یاسوهیسا هارا است. از ژانویه ۲۰۰۶ در مجله ویکلی یانگ جامپ به صورت سریالی منتشر شده و تا آوریل ۲۰۲۳ چپترهای آن در ۶۸ جلد تانکوبون جمع‌آوری شده است. کینگدام داستان تخیلی از دوره ایالت‌های جنگ‌طلب را روایت می‌کند و دربارهٔ شین و یارانش است که برای تبدیل شدن به بزرگ‌ترین ژنرال جهان می‌جنگد و می‌خواهند چین را برای اولین بار در ۵۰۰ سال اخیر یکپارچه کنند.
این مجموعه توسط استودیو پیرو در چهار فصل انیمه اقتباس شده است. فصل اول در ۳۸ قسمت از ژوئن ۲۰۱۲ تا فوریه ۲۰۱۳، فصل دوم در ۳۹ قسمت از ژوئن ۲۰۱۳ تا مارس ۲۰۱۴، فصل سوم در ۲۶ قسمت از آوریل ۲۰۲۰ تا اکتبر ۲۰۲۱ و فصل چهارم در ۲۶ قسمت از آوریل تا اکتبر ۲۰۲۲ پخش شد؛ فصل پنجم قرار است در ژانویه ۲۰۲۴ پخش شود. همچنین چندین فیلم لایو اکشن نیز ساخته شده‌اند که در آوریل ۲۰۱۹، ژوئیه ۲۰۲۲ و ژوئیه ۲۰۲۳ اکران شدند.
تا آوریل ۲۰۲۳، مانگای کینگدام بیش از ۹۷ میلیون نسخه فروش کرده و در سال ۲۰۱۳ مانگا برنده جایزه فرهنگی تزوکا اوسامو شد.

## کاراکترها

### ۱. شین (Xin / 信)
- واقعیت تاریخی: بر اساس ژنرال لی شین (Li Xin)، یکی از ژنرال‌های اصلی پادشاهی چین (Qin) در زمان فتوحات متحدکننده.
- در مانگا: قهرمان اصلی داستان، پسری یتیم که آرزو دارد بزرگ‌ترین ژنرال زیر آسمان شود. شخصیتش پر از شور، انرژی و آرمان‌گرایی است.
- واقع‌گرایی: شین واقعی هم یکی از ژنرال‌های برجسته چین بود، اما جزئیات زندگی‌اش تا حد زیادی در هاله‌ای از ابهام است.

### ۲. ای‌سی (Ei Sei / 嬴政)
- واقعیت تاریخی: یینگ ژنگ (Ying Zheng)، همان چین شی‌هوانگ‌دی، نخستین امپراتور متحد چین.
- در مانگا: پادشاه جوان پادشاهی چین که هدفش اتحاد کل سرزمین و پایان دادن به جنگ است. رابطه‌اش با شین از ابتدا دوستانه و مهم است.
- واقع‌گرایی: بسیاری از جنبه‌های شخصیت ای‌سی در مانگا رمانتیک‌تر و مثبت‌تر از شخصیت تاریخی اوست، چون یینگ ژنگ واقعی گاهی دیکتاتور و بی‌رحم توصیف شده است.

### ۳. وانگ‌جیان (Wang Jian / 王翦)
- واقعیت تاریخی: یکی از بزرگ‌ترین ژنرال‌های دودمان چین، که نقشی اساسی در فتح ایالت چو داشت.
- در مانگا: پیرمردی مرموز و بسیار باهوش، که به طرز خطرناکی مؤثر است.
- واقع‌گرایی: در تاریخ هم باهوش و احتیاط‌کار معروف است. مانگا به خوبی این ویژگی‌ها را به نمایش می‌گذارد.

### ۴. اوکی (Ouki / 王騎)
- واقعیت تاریخی: احتمالاً نسخه‌ای ترکیبی از چند ژنرال از جمله وانگ‌یی (Wang Yi) یا یک شخصیت خیالی با الهام از واقعیت.
- در مانگا: ژنرال کاریزماتیک با سبیل و خنده معروف، معلم معنوی شین.
- واقع‌گرایی: طراحی شخصیتی و داستانی‌اش اغراق‌شده است، اما نماینده نسلی از ژنرال‌های بزرگ چین است.

### ۵. ری‌بکو (Riboku / 李牧)
- واقعیت تاریخی: لی مو (Li Mu)، ژنرال بزرگ ایالت زائو، یکی از بهترین استراتژیست‌های تاریخ چین.
- در مانگا: دشمن اصلی چین و یکی از باهوش‌ترین شخصیت‌های داستان.
- واقع‌گرایی: بسیار دقیق و مطابق با شخصیت تاریخی‌اش ساخته شده؛ در تاریخ هم به عنوان دشمن بسیار خطرناک چین شناخته می‌شود.

### ۶. کارن (Karin / 韓光)
- واقعیت تاریخی: مشخص نیست شخصیتی واقعی داشته باشد، احتمالاً تخیلی یا ترکیبی از ژنرال‌های زن نادر تاریخ.
- در مانگا: ژنرال زن ایالت چو با طراحی خاص و عجیب.
- واقع‌گرایی: در تاریخ چین ژنرال زن بسیار کم بوده، احتمالاً این شخصیت بیشتر برای تنوع و جذابیت طراحی شده.

### ۷. شو هی کون (Shouheikun / 昌平君)
- واقعیت تاریخی: یک سیاستمدار واقعی که از مقام‌های مهم چین بود.
- در مانگا: استراتژیست و مشاور ارشد ای‌سی، بعدها فرمانده جنگ نیز می‌شود.
- واقع‌گرایی: تطبیق نسبتاً خوبی با واقعیت دارد، ولی در داستان پررنگ‌تر است.